# 马庄乡 (辛集市)
马庄乡，是中华人民共和国河北省石家庄市辛集市下辖的一个乡镇级行政单位。

## 行政区划
马庄乡下辖以下地区：
台家庄村、马家庄村、一间房村、三间房村、中东石干村、西石干村、赵古营村、枣营村、枣营庄村、马庄村、木店村、回生村、东营村、北营村、辛村、芦家庄村、南朱庄村、南李家庄村、东谢村、西谢村和甜水井村。